# Toumaï Air Tchad
Toumaï Air Tchad (in arabo: الخطوط الجوية التشادية توماي) è stata la compagnia aerea di bandiera del Ciad. Ha operato voli nazionali all'interno del Ciad e servizi internazionali di linea verso altre nazioni africane dal suo hub principale, che era situato presso l'aeroporto Internazionale di N'Djamena. I voli internazionali furono probabilmente operati principalmente da equipaggi sudafricani, tuttavia non vi fu nessuna conferma di ciò e i voli furono bloccati nel luglio 2012 a causa di problemi di sicurezza. La compagnia fu chiusa nel 2014, anche se nel 2013 riprese in parte le operazioni, limitate però a voli charter e voli Hajj (pellegrinaggi verso La Mecca).

## Storia
Fondata nel 2004 come Toumaï Air Service, fu membro dell'International Air Transport Association (IATA), con codice 9D.
Pur se formalmente attiva fino al 2014, la compagnia fu al centro di un'investigazione da parte dell'Organizzazione internazionale dell'aviazione civile (ICAO) che ebbe come effetto la sospensione da parte dell'Autorité de l'Aviation civile du Tchad (ADAC) del certificato per il trasporto aereo dal 6 luglio 2012.
Tuttavia, nel settembre 2013 arrivarono delle richieste per il compimento dell'Hajj (il pellegrinaggio islamico a La Mecca) da parte dei fedeli ciadiani, questo autorizzò la compagnia a operare limitatamente voli charter con un Boeing 737-300 dall'aeroporto di N'Djamena, con destinazione l'aeroporto Internazionale di Medina-Principe Muhammad bin Abd al-Aziz, velivolo che venne affiancato da un Boeing 747-200 in leasing per la durata del pellegrinaggio.
Nell'agosto 2018, fu annunciato che il governo del Ciad aveva firmato un accordo con Ethiopian Airlines per il lancio del nuovo vettore nazionale del Ciad il 1º ottobre 2018. Era stato anche annunciato che la compagnia si sarebbe chiamata Tchadia Airlines e avrebbe iniziato le operazioni utilizzando una flotta di 2 Bombardier Dash 8 Q400.

## Destinazioni
Nel corso degli anni, Toumaï Air Tchad ha operato verso le seguenti destinazioni:
Africa
- Benin (Cotonou)
- Camerun (Douala e Yaoundé)
- Repubblica Centrafricana (Bangui)
- Ciad (Abéché, Am Timan, Faya Largeau, Moundou, N'Djamena e Sarh)
- Costa d'Avorio (Abidjan)
- Gabon (Libreville)
- Repubblica del Congo (Brazzaville)
- Togo (Lomé)

Asia
- Arabia Saudita (Gedda)
- Emirati Arabi Uniti (Dubai)

## Flotta
Al momento della chiusura la flotta di Toumaï Air Tchad era così composta: